# Just a Little While
A Just a Little While Janet Jackson amerikai énekesnő első kislemeze Damita Jo című albumáról. 2004-ben jelent meg.

## Fogadtatása
A dal még a hivatalos megjelenés előtt kiszivárgott az internetre (Love Me for a Little While címen), ezért a kiadó siettette a videóklip elkészülését. A slágerlistákon a dal az album legsikeresebb kislemeze lett, de sikere így is elmaradt Janet korábbi számaiétól; első sikeres albuma, a Control óta ez volt az első szólószáma, ami nem került a Top 40-be az USA-ban. A dal a Billboard Bubbling Under Hot 100 Singles lista 13. helyén debütált február 14-én, a következő héten a 47. helyre került a Billboard Hot 100-on, ahol végül a 45. helyig jutott fel. A Hot R&B/Hip-Hop Songs slágerlistára nem került fel, de ez lett Jackson tizenötödik listavezető dala a Hot Dance Club Play listán.
Az USA-n kívül mérsékelt sikert aratott a dal, Kanadában és Tajvanban a Top 5-be került, Spanyolországban a Top 10-be, az Egyesült Királyságban, Ausztráliában, Olaszországban, Dániában és a nemzetközi slágerlistán a Top 20-ba. A japán J-Wave Tokio Hot 100 rádiós játszási listát öt hétig vezette.

## Videóklip és remixek
A dal videóklipjét Dave Meyers rendezte. A klipben Janet egy DVD-t küld a barátjának, a DVD-n az énekesnő látható a lakásában, ahogy bolondozik és gyümölcsöt eszik az erkélyen, majd felbukkannak a barátai is. A klip végén Janet barátja hazamegy és egy kiscicát visz az énekesnőnek ajándékba.
A klip nem jelent meg az Egyesült Államokban, a From janet. to Damita Jo: The Videos DVD-re, amin az utóbbi évek Janet-videóklipjei szerepelnek, egy koncertfelvétel került fel, amit Londonban vettek fel.

### Hivatalos remixek
- Album Version – 4:11
- Single Radio Edit – 3:59
- New Radio Edit 2 / TV Edit – 3:07
- Instrumental – 4:11
- A Cappella – 3:59
- UK Mix / UK Radio Edit / New Radio Edit 1 – 4:05
- UK Mix TV Edit – 3:06
- Peter Rauhofer Club Mix – 9:28
- Peter Rauhofer Radio Edit – 3:58
- Peter Rauhofer Dub – 6:37
- Maurice Nu Soul Remix – 7:12
- Maurice Nu Soul Radio Edit – 3:36
- Maurice’s Nu Soul Mix (Edit) – 4:42
- Maurice Nu Soul Dub – 7:14
- „Love Me” – 4:08 (korábbi, alternatív változat, producere Just Blaze)

## Változatok
CD kislemez
1. Just a Little While (UK Radio Edit)
2. Just a Little While (Peter Rauhofer Radio Edit)

CD maxi kislemez
1. Just a Little While (Sing Radio Edit)
2. Just a Little While (Peter Rauhofer Club Mix)
3. Just a Little While (Maurice’s Nu Soul Remix)

## Helyezések
| Slágerlista (2004)                          | Legmagasabb helyezés |
| ------------------------------------------- | -------------------- |
| USA Billboard Hot 100                       | 45                   |
| USA Billboard Hot R&B/Hip-Hop Singles Sales | 29                   |
| USA Billboard Hot Dance Club Play           | 1                    |
| USA ARC Weekly Top 40                       | 6                    |
| Ausztrál ARIA kislemezlista                 | 20                   |
| Belga Ultratop 50                           | 44                   |
| Brit kislemezlista                          | 15                   |
| Dán kislemezlista                           | 17                   |
| Eurochart Hot 100 Singles                   | 32                   |
| Francia kislemezlista                       | 72                   |
| Ír kislemezlista                            | 50                   |
| Japán J-Wave Tokio Hot 100                  | 1                    |
| Kanadai kislemezlista                       | 3                    |
| Kínai kislemezlista                         | 19                   |
| Német kislemezlista                         | 54                   |
| Olasz kislemezlista                         | 16                   |
| Spanyol kislemezlista                       | 6                    |
| Svájci kislemezlista                        | 37                   |
| Tajvani kislemezlista                       | 2                    |
| Nemzetközi egyesített slágerlista           | 18                   |

## Külső hivatkozások
- Music video for "Just a Little While". YouTube
- Music video for "Just a Little While" (UK Version). YouTube